# Регер, Макс
Макс Ре́гер (полное имя Иоганн Баптист Йозеф Максимилиан Регер; нем. Johann Baptist Joseph Maximilian Reger; 19 марта 1873, Бранд, Бавария — 11 мая 1916, Лейпциг; похоронен в Мюнхене) — немецкий композитор, дирижер, пианист, органист и музыкальный педагог.

## Биография
Сын сельского учителя. Вырос в городке Вайден. После посещения Байройтского фестиваля в 15-летнем возрасте решил посвятить себя музыке. Изучал теорию музыки в консерватории Зондерсхаузена у Гуго Римана (как пианист занимался также у Адольфа Шульце), затем вслед за своим наставником переехал в Висбаден, где учился также композиции у Альберта Фукса (и играл на клавесине в ходе проводившихся Фуксом домашних вечеров старинной музыки). В 1890—1896 гг. преподавал теорию музыки, а также игру на фортепиано и на органе в Висбаденской консерватории. Затем в результате нервного срыва вышел в отставку и несколько лет провёл в родительском доме, занимаясь только композицией. В сентябре 1901 г. переехал в Мюнхен, где получил предложение выступить с концертами и где началось его быстрое восхождение к славе. Во время своего первого сезона в Мюнхене выступил в десяти концертах в качестве органиста, пианиста и камерного аккомпаниатора. В этот период он создал огромное число произведений для органа и голоса, а также три знаменитых «Мюнхенских шедевра»: квинтет для фортепиано и струнных соч. 64 и две сонаты для фортепиано и скрипки соч. 72 и соч. 84.
Макс Регер активно выступал как дирижёр и пианист, в том числе за пределами Германии. В 1906 году гастролировал в Санкт-Петербурге. Начиная с 1907 года работал в Лейпциге, где был сперва музикдиректором Лейпцигского университета (до 1908 года), а затем профессором композиции в Лейпцигской консерватории (до самой смерти). Среди его учеников — норвежский композитор Сигурд Исландсмуэн, испанский композитор Кристофор Тальтабулл, немецкий композитор Альфред фон Бекерат.
В последнее десятилетие жизни Регер пользовался исключительным признанием в Германии. В мае 1910 года в Дортмунде прошёл посвящённый его музыке трёхдневный фестиваль, организованный местными музыкальными деятелями Георгом Хюттнером и Карлом Хольтшнайдером при поддержке знаменитого скрипача Анри Марто.
В 1916 году во время одной из своих еженедельных поездок в Лейпциг, чтобы преподавать в консерватории, он умер от сердечного приступа в возрасте 43 лет. Похоронен на кладбище Вальдфридхоф в Мюнхене, секция 131, слева по главной дороге (350 метров от главного входа).
Жена Регера Эльза, урождённая фон Багенски (нем. von Bagenski; 1870—1951), после смерти мужа много занималась систематизацией и популяризацией его наследия, в 1930 г. опубликовала автобиографию «Моя жизнь с Максом Регером и для него» (нем. Mein Leben mit und für Max Reger; русский перевод — 2024). Супруги удочерили двух девочек.
В 2023 году, к 150-летию со дня рождения композитора, в Москве вышел в свет перевод книги «Макс Регер. Работа вместо жизни», написанной немецким музыковедом Сюзанной Попп (оригинальное издание было впервые опубликовано в Германии в 2015 году).